# RAG FAIR
RAG FAIR（ラグフェア、ラグフェアー）は、日本の4人組男性アカペラボーカルグループ。ワタナベエンターテインメント所属。略称は「RAG」または「RAGメン」。

## 概要
1999年7月、大学時代に結成したバンドグループ「Chocolez(チョコレッツ)」からRAG FAIR結成。
グループ名の由来は、メンバーの加藤慶之が当時着用していたRAG FAIR（蚤の市）と書かれたTシャツから取ったもの。1999年9月5日開催の『A Cappella Age Vol.4』に参加する際にグループ名を決めなくてはいけなくなり急いで命名をした。
2011年3月から休止していたが、2012年12月より活動再開した。

## メンバー
引地 洋輔（ひきち ようすけ）
1978年3月20日（47歳）福島県福島市出身。血液型B型。埼玉大学教養学部卒業。リーダー。愛称は「よーすけ」トレードマークは眼鏡。土屋ほどではないが、ソロパート及びリードボーカルを務めることも多い。
RAG FAIR結成時のメンバーで、2002年6月26日にリーダーに就任。絶対音感をもつ。INSPiの大倉智之と共に日記歌唱ユニットLove Diaryにも所属している。2012年4月、入籍を発表した。コーラスアレンジを担当し。学年で4つ下の弟がいる。
土屋礼央のオールナイトニッポンのサブ作家だった。東海ラジオで2003年から放送の「RAG FAIRよーすけのブランニューR」において、パーソナリティとして活躍。本当はテレビなどの裏方をしたいために大学へ行ったが、まさか自分が表に出て仕事するとは思っていなかったと同番組のブロードバンド版番組・ブランニューRBBで話している。デビュー後にも埼玉大学に在学しており、平成17年9月末日をもって8年半の大学生生活に無事終止符を打つ。卒業論文は「RAG FAIRの活動報告」だった。役割はバリトン（テノールとバスの中間）であったが、ベース担当・加納の脱退に伴い、ベース担当、現在はボーカルという形になっている。
トイレ好きでファンクラブ会報でトイレの連載をしていた。日本トイレ協会会員No.3028。
土屋 礼央（つちや れお)
1976年9月1日（48歳）東京都国分寺市出身。血液型O型。東京都立国分寺高等学校卒業。
担当はリードボーカル。愛称は「レオさま」「レオレオ」。トレードマークは眼鏡。デビュー当初はサングラスをしていたが、途中から眼鏡に変え、現在に至る。
ズボンドズボンというインディーズバンドにもボーカルとして所属する。「ラブラブなカップル フリフリでチュー」や「tea time lover」「to shy shy僕」「朝散歩」「生活LIFE」「knock! knock!」は元々ズボンドズボンの楽曲である。2011年6月1日からはTTREとして活動。
荒井 健一（あらい けんいち)
1979年2月12日（46歳）宮城県出身、埼玉県さいたま市育ち。血液型A型。身長は164cm、足のサイズは25.5cm。
海外アーティストのカバー曲でリードボーカルを担当。愛称は、「けんいち」（または、けんいっちゃん、けんちゃん）
RAG FAIR結成の発起人。メンバーの中では最年少。早稲田大学教育学部に進学するが、早稲田大学よりもRAGFAIRの母体であるチョコレッツが在籍する埼玉大学に多く通うようになってしまい中退。学生時代は服装が2パターンしかなく、眼鏡は割れていたという。その風貌からストリートミュージシャン時代、ファンからよく服や貴金属などを贈られていた。
高校、大学時代に一度ずつ、武道館の舞台に立っている。いずれもコーラスの一員として。大学時代に参加した際には、織田裕二のコンサートでバックコーラスをつとめた。実はボイスパーカッションもでき、「ラグ&ピース」のコントで実際に披露している。
加藤 慶之（かとう よしゆき)
1978年2月27日（47歳）東京都国分寺市出身。血液型A型。チョコレッツ結成時のメンバーの1人。バンドで活動していた土屋礼央をRAG FAIRに誘った人物。愛称は「かとうさん」。RAG FAIRでのパートはハイテナー。本人曰く、地声で出せる一番高い音はhiD。大食いで1人暮らしの時に一升炊きの炊飯器を所持していたが、実際には7合しか炊いていなかった。
ハマったらとことんのめり込む性格で、幼稚園の頃はハーモニカ、小学生の頃は一輪車やコマ回しや縄跳びにはまる。縄跳びは小学1年の時に市民大会に出場し二重飛びの部門で3位、続け飛びの部門で優勝をする。0歳から始めた水泳の成果で高校の時に水泳大会で好記録をマーク。水泳部員に勧誘されるが卓球部に入部。活動日が重なっていなかったため合唱部にも入部。
音楽は幼稚園の頃からエレクトーンを学んでいた。音源の入ったカセットテープと楽譜を渡されても音源を聞いて覚えて終わりにしてしまう。テープが渡されなかったことがあり、弾けなかった時に「テープがなかったから弾けませんでした」と言って先生に怒られた。
中学の時、音楽の成績は低かったが、先生と友人の影響で成績が上がる。
東京都立国分寺高等学校出身で高校の卓球部の1学年上に土屋が在籍。印象は「ただ変わった人、一匹狼、どこか1人違う雰囲気の人」だった。その土屋をRAG FAIRに誘ったのは、高校時代一度だけ一緒に行ったカラオケがきっかけ。光田健一の「Naturalman」にコーラスとして参加。
高校3年の時に合唱祭でアカペラデビューをする。よく響くトイレで練習しており、本番でアヒル声の曲を歌っていたところ全校生徒にウケたのでDUCKSと命名。
埼玉大学工学部情報システム工学科を専攻。テニスサークルに入っていたが、先輩に「アカペラサークルを作る」と言われDUCKSのスキルを活かすため加入。
大学卒業後、同大学院の修士課程へ。フジテレビ「力の限りゴーゴゴー」でRAG FAIRとして出演していたが、就職をしようとしていた。内定が決まり、ネプチューンの名倉に報告をしたところ「おまえ、就職している場合じゃないだろ」と言われ、RAG FAIRでやっていく事を決意。最終的に決意させたのはメンバーの引地洋輔・荒井健一。
2003年のRAG"F"ツアー後のオフで歌を練習しボイストレーナーの先生にも褒めてもらい、いつかボイストレーニングの先生もしてみたいと思うようになる。2013年からボイストレーニングの仕事をしており2014年8月10日、加藤が講師のボイストレーニングスクール「JOYFUL VOICE」を立ち上げる。
2009年7月31日に行われたINSPiとの合同ファンクラブライブで荒井健一、北剛彦、奥村伸二、杉田篤史、吉田圭介らとBROAD6を立ち上げ、リーダーを務める。最初のグループ名は「加藤JAPAN」。 
2012年4月16日にBaby Booの藤森祐輔と水野裕介、ダイナマイトしゃかりきサ～カスのKWANIと共にHumming Birdsを結成。2014年9月6日に光田健一、荒井健一、長谷川友二と共にボーカルグループのハモーレ・エ・カンターレを結成。
2009年2月23日に公式サイトにて一般人女性と入籍したことを発表、RAG FAIR内では加納孝政に続いて2人目の妻帯者となった。
人前で話すことを苦手とするが、目立ちたがりである。現在ブログ(加藤慶之の素)を開始。HNは「かとち。」。英語の発音がRAG FAIR内で一番良いため、洋楽のカバーでリードをとることが多い。ドラゴンボールが好きで、孫悟空役の野沢雅子と一緒に写真を撮ったことがある。「おまたせ!!ラグ定食」から寸劇での女装出演が他メンバーと比較して多く、NHK BSの音楽番組「どれみふぁワンダーランド」内の寸劇でも、女装して出演。
加藤慶之・荒井健一はジャズアカペラグループBROAD6に所属。INSPiの杉田篤史・奥村伸二・北剛彦・吉田圭介もメンバーで、計6人。リーダーは加藤。TAKE6やビートルズなどのカバー曲がレパートリー。

## 元メンバー

### 加納孝政
加納 孝政（かのう たかまさ、1976年9月10日（48歳） - ）、埼玉県川越市出身。血液型A型。
パートはベース。愛称は「かのうさん」。埼玉県立所沢北高等学校を卒業後埼玉大学経済学部に進学し卒業。RAG FAIRの結成当初からのメンバーで、当時はコーラスを担当していたが、大学卒業と同時に脱退。全国チェーンのファッションセンターしまむらに勤め店長をしていたが、RAG FAIRのベースボーカルの脱退を機に退職、再加入した。RAG FAIR内で一番早く結婚した。妻は店長時代のアルバイト店員である。妻からは「タカさん」と呼ばれている。兄がいる。
名前の由来は元中日ドラゴンズの鈴木孝政投手である。基本パートはベースであるが、「ハレルヤ」と「フラっとしちゃってゴメンなさい」では一部でリードボーカルを担当している。本人曰く、自分が出せる一番低い音はlowC。2008年1月25日に男子が生まれ、父親となる。2013年5月に2012年12月をもって脱退していたことを公式HPにて発表。

### 奥村政佳
奥村 政佳（おくむら まさよし、1978年3月30日（47歳） - ）、大阪府大阪市出身で2歳まで大阪市にいた。寝屋川市育ち。血液型AB型。気象予報士、防災士、保育士、幼稚園教諭免許、日本赤十字社の幼児安全法支援員、科学技術コミュニケーターの資格を持つ。
パートはボイスパーカッション。愛称は「おっくん」。2019年4月22日、政治家を目指すため脱退。立憲民主党から同年夏の第25回参議院議員通常選挙に比例区から出馬したが次次点で落選。衆院補選出馬に伴う須藤元気の自動失職、市井紗耶香の辞職に伴い、2024年5月に繰り上げ当選し、参議院議員に就任。メンバーの土屋も祝福のメッセージを寄せた。

## 経歴

### アマチュア時代
- 1996年11月 埼玉大学にRAG FAIRの前身バンドになる「Chocolez」が結成される。たまたまそこにあったチョコレートとクロレッツを合わせ名付けられた。元々アカペラをやっているメンバーではなくテニスサークルのメンバーが「アカペラやるぞ」と言い出したのがきっかけ[12]で、結成メンバーに加藤がいた。
- 1997年に引地と加納が加入。新入生で加入したのは引地1人だった。
- 1998年011月7日 当時筑波大学のアカペラサークルDoo-Wopに所属していた奥村が企画をしたアカペライベント『WE ARE A CAPPELA MAJORS』にChocolezも参加することになる。
- 1999年04月 浦和のケーブルテレビに勧誘CMを流していたところ、荒井がコンタクトを取ってくる。
- 1999年07月 RAG FAIR結成。詳しい日付は本人たちも覚えておらず、7月1～3日の間のいずれかになっている。結成当時のHPのプロフィールには1日、加藤のブログには2日と記載され、荒井がRAG FAIRとして初めて練習した譜面には3日と書かれていた。
- 1999年09月05日 『A Cappella Age Vol.4』に出演する際、名前が必要となったため正式にRAG FAIRと命名。このイベント後の9月12日に奥村が正式に加入。
- 1999年09月19日 RAG FAIRとしての初めての仕事が舞い込む。依頼者の自宅で、夫の誕生日を祝ってほしいという内容だった。
- 1999年10月30日 岩手県上野中学校の芸術鑑賞会に出演。以後、岩手で活動する機会が増え、居酒屋で流しの営業を行う。
- 2000年01月15日 『DECKS SUNSET LIVE』に出演後は加藤と加納が大学卒業を控えていたため、一時休止となる。
- 2000年04月08日 加納が就職のため脱退をし、代わりに荒井が所属していた早稲田大学「Street Corner Symphony」にいた高久陽介がベースボーカルとして加入。
- 2000年08月12日 埼玉県大宮駅西口でストリートライブをする際に加藤が高校の先輩の土屋を誘った。
- 2000年08月19日 『2000えどさき夏まつり』で高久が脱退、土屋が加入。当時ズボンドズボンとしても活動していたため、並行して活動することを条件にしていた[13]。
- 2001年01月13日 イベント参加時に当時にベースボーカルがアメリカに行っていなかったためサポートで高久が再加入。このイベント後、学業と就職のため一時活動休止。
- 2001年04月 奥村が大宮駅でアカペラグループのレプリカにアカペラを教えていたところ、フジテレビ関係者の目に留まりフジテレビ『力の限りゴーゴゴー』にレプリカとして出演。メンバーは知らされていなかった。後日テレビを見た引地がコンビニでのバイト中に奥村に電話して「RAG FAIRも出演できないか？」と交渉。
- 2001年05月20日 RAG FAIRも『力の限りゴーゴゴー』に出演することになるが、大会の参加者としてではなく地区予選のオープニングアクトとして参加。そのパフォーマンスが番組を通じて話題となる。
- 2001年08月 活動再開イベントを開催し『ハモネプSTART BOOK』をレコーディング。荒井がレコーディング当日に遅刻をした[14]。
- 2001年10月 お笑い芸人ネプチューンの「イッショウケンメイ。」のコーラスとアレンジを担当。
- 2001年11月 就職を目指していた加藤がネプチューンの名倉潤に内定が取れたと報告をした際「お前、そんなことしてる場合じゃないだろ」と言われる[15]。その後、引地と荒井から飲んでいる際に引き留められ音楽を続けることを決意[16]。

### メジャーデビュー後
- 2001年12月19日 トイズファクトリーからデビューアルバム『I RAG YOU』をリリースをしメジャーデビュー。オリコン週間アルバムチャートで初登場16位。同日メジャーデビューしたINSPiと共に、Zepp Tokyoでデビュー記念ライブ『VOCAL NIGHT #7』を行う。

2002年
- 2002年05月10日 加納が加入。ベースボーカルを選出する際、加納は就職をしていたが決まる前に退職していた[17]。当時の上司に「行くなら辞めてから行きなさい」と言われていた為。
- 2002年06月26日 引地がリーダー就任。「リーダーになったら煙草をやめる！」と宣言したが、3週間後のレコーディング中に煙草を吸っているところを奥村に発見された[18]。INSPiのアルバム『inspiritual voices』内「Love is There」に参加。

2004年
- 2004年03月 マクドナルドマックディッパーのイメージキャラクターに起用。後にリリースされる「Dip!Dip!Dip!」がテーマソングになり[19]、世界百数十カ国のマクドナルドキャンペーンを対象にした「マクドナルドクリエーティブ エクセレント アウォード2004」にて、全7部門中「音楽部門」・「マルティメディア部門」の2部門を受賞。

2005年
- 2005年01月25日 日韓国交正常化40周年記念式典に日本代表として出演。「恋のマイレージ」、「ラブラブなカップルフリフリでチュー」、「ハレルヤ」(当時未リリース曲)を披露した[20]

2009年
- 2009年08月26日 5thアルバム『Magical Music Train』リリースし、表題曲が大鉄道博の主題歌になる。土屋がサングラスから伊達眼鏡になる[21]。

2015年
- 2015年01月18日 ファンクラブ限定ライブ『CIRCLE+ KICK OFF EVENT』を開催[22]。約1年半後の5月にライブを行うことを発表。

2016年
- 2016年05月03日 - 8日 『RAG FAIRヒッヒッフー&ライブ』開催[23]。サポートベースボーカルにダイナマイトしゃかりきサ〜カスのKWANI、サポートピアニストに光田健一を招く。会場と通販限定で21stシングル『ボカロ/とうもころし』リリース。
- 2016年07月11日 奥村が結婚を報告[24]。
- 2016年10月16日 引地が実行委員を務める『福島フェス2016』のライブステージに初出演[25]。

2017年
- 2017年05月06日 飯能市の駿河台大学で開催された『Hanno Green Carnival 2017』に参加。子供にアカペラを教えるワークショップを行った後、メインステージでライブを行う[26]。
- 2017年10月14日 六本木ヒルズアリーナで行われた『福島フェス2017』に出演[27]。引地は実行委員の一員として14日15日の両日に参加[28]。

2018年
- 2018年03月23日、24日、4月07日『fukushima さくらプロジェクト はるか2018 〜戊辰の風 春の風〜』に出演。会津若松 鶴ヶ城と白河小峰城でのプロジェクションマッピングのクライマックスで、復興支援ソング「花は咲く」を歌う[29]。
- 2018年04月03日 荒井、加藤、引地が 「国分寺市cocobunjiプラザ開館記念イベント『ココブンジであそぼう RAG FAIRとうたおう』」に出演[30]。
- 2018年10月20日 『福島フェス2018』に出演[31]。

2019年
- 2019年04月22日 奥村が同年夏に行う参議院議員選挙の比例区で立憲民主党公認で出馬することに伴い脱退[32]。
- 2019年09月28日 福島市で開催された『ユナフェス Presents RAG FAIR LIVE』に出演[33]。サポートベースボーカルにKWANI、サポートボイスパーカッションにヒューマンビートボクサーのDaichiを迎える。
- 2019年11月16日 『福島フェス2019』に出演。
- 2019年11月28日、29日 We!プレ会員限定ライブ『RAG FAIR We!プレ LIVE 2019』を開催[34]。

2020年
- 2020年3月より2021年に迎えるデビュー20周年に向けて『RAG FAIR LIVE 2020』を発表し2021年にかけての全国公演を予定していたが、新型コロナウイルスの情勢を鑑み中止を決定[35]。
- 2020年04月 RAGFAIR公式YouTubeチャンネル『RAGFAIR movie』を開設。月2回「RAG FAIR movieのオンラインストリーム」と題し、Zoomでメンバー4人を繋いでのトークを生配信している[36]。
- 2020年06月01日 BASEにて『RAG FAIR shop』をオープン、タンブラーを発売。オフィシャルグッズと関連グッズのオンライン販売を始める。グッズはメンバー自らの手で梱包・発送される[37]。
- 2020年07月20日 『アートにエールを！東京プロジェクト』にて「RAG FAIR ＆ INSPi 世界アカペラトラベラー」を公開。
- 2020年08月29日 配信ライブ『RAG FAIRの音楽室』を開催。ピアノを囲んだ音楽室から歌と実験をお届けする新しい試み。RAG FAIRの魅力を配信のコンテンツでフルに活かし、事前収録したものを配信している。配信前後には、公式YouTubeチャンネルで見どころや振り返りの生配信も行われている[38]。
- 2020年09月26日 『RAG FAIRの音楽室2』を配信[39]。
- 2020年11月21日 サポートボイスパーカッションにザ・コンティニューズ[注 1]の たかたか を迎えて『RAG FAIRの音楽室3』を配信[40]。
- 2020年12月18日 『RAG FAIRの音楽室4』を配信[41]。

2021年
- 2021年02月01日 『RAG FAIR&INSPi 20周年特設サイト』を開設。デビュー20周年の2021年12月19日に『RAG FAIR＆INSPi 20周年感謝LIVE 〜Love is here〜』の開催を発表[42]。
「特設サイトオープン記念 緊急10人生配信」と題し、RAG FAIRとINSPiのメンバー全員でのトークを生配信した。継続して毎月19日に同メンバーでの生配信を行なっていく。
- 2021年02月27日 『RAG FAIRの音楽室5』を配信。サポートベースボーカルに中田啓一郎、サポートボイスパーカッションにJARNZΩの としΩ、ゲストにパーカショニストのnotchを迎える[43]。
- 2021年03月27日 「RAG FAIR shop」にてコットンバッグを発売[44]。
- 2021年04月02日 『RAG FAIRの音楽室6』を配信。ゲストにウッドベースの須藤ヒサシを迎える[45]。
- 2021年05月07日 『RAG FAIRの音楽室7』を配信。ゲストにアカペラ研究室 細井涼介を迎えてボーカロイドと共演[46]。
- 2021年06月19日 ライブアルバム『RAG FAIRの音楽室 1』(Live) を配信リリース。スタジオライブ「RAG FAIRの音楽室」の音源から14曲をセレクト。全曲マスク着用で演奏収録されたフルマスクライブアルバム[47]。
- 2021年07月21日 『RAG FAIRの音楽室8』を配信[48]。
- 2021年08月27日 『RAG FAIRの音楽室9』を配信[49]。
- 2021年09月18日、19日 『OZEかたしなアカペラファンタジーFES ONLINE』に動画出演[50]。
- 2021年09月19日 ライブアルバム『RAG FAIRの音楽室 2』(Live) を配信リリース[51]。
- 2021年10月03日 『福島 (ONLINE) フェス 2021』に動画出演[52]。
- 2021年10月08日 『RAG FAIRの音楽室10』を配信[53]。
- 2021年11月03日 RAG FAIR & INSPiの共同制作楽曲『20/20 〜あなた キミ 僕〜』『今しか言えない』を配信リリース。20周年記念コンテンツ「礼央さん、せっかくだから一緒に曲を作ろうよオーライ！プロジェクト」として、土屋と杉田篤史(INSPi) の共作の様子が同年2月から9月までhamo-labo YouTubeチャンネルで毎月生配信されていた。アレンジは吉田圭介(INSPi) と引地が担当[54]。
- 2021年11月24日 「RAG FAIR shop」にてライブDVD『RAG FAIRの音楽室 その1』・『RAG FAIRの音楽室 その2』を発売[55]。
- 2021年12月03日 『RAG FAIRの音楽室11』を配信[56]。
- 2021年12月19日 『RAG FAIR＆INSPi 20周年感謝LIVE 〜Love is here〜』開催[57]。LIVEはU-NEXTで生配信された[58]。

2022年
- 2022年02月15日 - 6月06日 『RAG FAIR 20周年感謝ライブおかわりツアー』開催[59][60]。
- 2022年04月19日 『20th Harmony Collection - RAG FAIR × ダイナマイトしゃかりきサ〜カス -』に出演[61]。加藤は出演キャンセルとなった[62]が、アンコールで電話出演した。
- 2022年05月21日 『ACO CHiLL CAMP 2022』に出演[63]。
- 2022年06月17日 「RAG FAIR shop」にてライブDVD『RAG FAIRの音楽室 その3』を発売[64]。
- 2022年07月26日 『20th Harmony Collection - RAG FAIR × ダイナマイトしゃかりきサ〜カス -』に出演[65]。荒井は出演キャンセルとなった[66]が、アンコールで電話出演した。
- 2022年09月01日 『RAG FAIRの音楽室12』を配信[67]。
- 2022年09月21日 「RAG FAIR shop」にてライブDVD『RAG FAIR & INSPi 20周年感謝LIVE 〜Love is here〜』を発売[68]。
- 2022年09月30日 『RAG FAIRの音楽室13』を配信[69]。
- 2022年10月21日 『RAG FAIRの音楽室14』を配信[70]。
- 2022年10月25日 - 『RAG FAIR ジモジモツアー2022』開催[71]。

## ライブ
2012年12月1日 - 3日 「スマイルとうほくプロジェクト」

## 発表曲及び関連商品

### シングル
全てToy's FACTORYから発売。
1. ラブラブなカップル フリフリでチュー （2002年1月23日）
2. 恋のマイレージ （2002年6月19日）
3. Sheサイド ストーリー （2002年6月19日）
4. あさってはSunday （2002年10月23日）
5. 空がきれい （2003年1月16日）
6. 七転び八起き （2003年6月18日）
7. 白い天使が降りてくる （2003年11月12日）
8. Old Fashioned Love Song （2004年4月21日）
  1. Old Fashioned Love Song
  2. La La Means I Love You
9. HANA （2004年6月30日）
10. 君でなければ （2004年9月8日）〜完全初回生産限定盤〜
  1. 君でなければ - EX系金曜ナイトドラマ「ミステリー民俗学者八雲樹」主題歌
エンハンスドCD仕様「RAG in Russia=ドキュメント映像」収録
11. ハレルヤ （2005年2月23日）
  1. ハレルヤ
  2. 半熟ラプソディ
12. Summer Smile （2005年7月13日）
  1. Summer Smile - アコムTV-CM「春夏秋冬/計画的な夏」篇
  2. GOOD VIBRATIONS
13. 降りそうな幾億の星の夜 （2006年6月14日）
  1. 降りそうな幾億の星の夜
  2. Do it !　- テレビ朝日「DD-BOYS〜表参道がむしゃらドキュメント〜」主題歌
14. 君のために僕が盾になろう (2006年9月20日)〜完全生産限定盤〜
  1. 君のために僕が盾になろう
15. 夏風便り/ココロ予報(2007年4月18日)
  1. 夏風便り - AOKI 「もてスリム cool」　CMソング
  2. ココロ予報
  3. ココロ予報【Weather Forecast Ver.】　- 日本テレビ系ズームイン!!SUPER,ズームイン!!サタデー春のお天気テーマソング
16. 赤い糸/LIVEラリー(2007年10月3日)〜初回限定：プレミア・ライブ参加応募抽選券封入〜
  1. 赤い糸
  2. LIVEラリー
17. 早春ラプソディ(2008年1月9日)〜初回限定：トレイ下インナーフォト別バージョン(3タイプ)〜
  1. 早春ラプソディ
  2. STARS ON '07 club mix(LIVE from SHIBUYA-AX 2007/09/12)
  3. ダンス天国(LIVE from SHIBUYA-AX 2007/09/12) （洋楽カバー曲(原曲：LAND OF A THOUSAND DANCE , 作詞・作曲：Chris Kenner)）
18. Good Good Day!/Let'sハーモニー（2008年10月15日）〜初回限定：Good Good Day! Music Clip DVD〜
  1. Good Good Day!
  2. Let'sハーモニー
  3. Alexander's Ragtime Band（Live at Motion Blue YOKOHAMA(2008/08/28)）
19. メリミー!!(2009年6月24日)
20. Raggage（2014年1月30日）〜ライブ会場・通販限定盤〜
  1. Raggage
  2. きょんちゃんのパン
21. ヒッヒッフーサウンドトラック（2016年5月3日）〜ライブ会場・通販限定盤〜
  1. ボカロ
  2. とうもころし

### アルバム
1. I RAG YOU （2001年12月19日） - デビューミニアルバム
  1. RAG LETTER
  2. start
  3. ダンス天国
  4. fallin'RAG
  5. Magical Mystery Tour
  6. To Feel The Fire
  7. Hound dog
  8. I RAG YOU
  9. 青空
  10. イッショウケンメイ。（Bonus Track）
2. AIR （2003年1月22日）
3. PON （2003年7月2日） - ミニアルバム
  1. P.O.N.
  2. 七転び八起き
  3. のほほん
  4. up↑
  5. 懐かしさと少しの時間
  6. down↓
  7. Dream Maker
  8. 手紙の力
4. CIRCLE （2004年9月8日）
  1. overture
  2. Old Fashioned Love Song（Album ver.）
  3. Dip!Dip!Dip!
  4. Seeds of Love
  5. Drive me blue
  6. 昼寝
  7. A.MAZE
  8. HANA
  9. Happy Wedding
  10. 嘘をつかないで
  11. GOOD LUCK!〜旅立ちのエール〜
  12. 君でなければ（Album ver.）
  13. at the circle
5. RAGッ STORY （2005年11月30日） - 2枚組みのベストアルバム
6. オクリモノ　（2006年10月4日）
  1. What do I sing?
  2. 降りそうな幾億の星の夜
  3. メロス
  4. ハピ☆ラキ♪ビューティー
  5. Do it!
  6. RIDE ON
  7. 夏の大三角
  8. 君のために僕が盾になろう
  9. パッティングLOVE
  10. woman
  11. to shy shy 僕
  12. Song for you
7. カラーズ （2008年1月30日）
  1. 夏風便り
  2. Flowers
  3. 告白
  4. スプートニクの恋人
  5. ココロ予報
  6. ピリオド
  7. 赤い糸
  8. eternal weekend〜午前0時の恋人達へ〜
  9. LIVEラリー
  10. Beer Friends
  11. 早春ラプソディ
  12. People
8. Magical Music Train （2009年8月26日）
  1. Welcome aboard!!
  2. Magical Music Train
  3. 朝散歩
  4. メリミー!!
  5. 記念日だらけのカレンダー
  6. 生活LIFE
  7. ヤレホー!!
  8. フラっとしちゃってゴメンなさい
  9. 全員がヒーロー
  10. knock! knock!
  11. Let's ハーモニー
  12. Fall in Love (DANCE☆MAN REMIX)
  13. Good Good Day!
  14. ちょっとだけ bye bye
9. おもたせ （2023年10月15日）
  1. ユラユラ
  2. ややこしいったらありゃしない
  3. ピリオド
  4. Nanairo
  5. 月のうさぎとダンスしよう
  6. 生活LIFE
  7. おおせのままに
  8. コトヅテ
  9. アイサレンダー
  10. とうもろこし

### コラボレーション
- 20/20 ~あなた キミ 僕~ - RAG FAIR&INSPi名義

### DVD
1. RAG☆V“ふり〜ふり〜ライブでチュウ” （2002年4月24日）
2. VTRag-1 （2003年4月9日）
3. Live"RAG F" （2003年7月30日）
4. おまたせ!!ラグ定食 （2004年7月28日）
5. RAG FAIR　TOUR 2004　Live"CIRCLE" （2005年2月23日）
6. VTRag-2 （2005年7月13日）
7. ドキュメント"the WAVE"〜ストリートライブ! in 武道館 （2006年3月29日）
8. TOUR“オクリモノ” （2007年4月18日）
9. VTRag-3 （2008年1月30日）
10. TOUR '08 HALL Rally 〜カラーズ〜 （2008年10月15日）
11. Magical Music Tour 2009 （2010年2月24日）
12. That's RAG FAIR!! （2011年6月8日）
13. RAG FAIR 2012 Smile Days（2012年4月13日）〜完全限定生産〜
14. Raggage（2014年5月23日）
15. RAG FAIRの音楽室 その1（2021年11月24日）
16. RAG FAIRの音楽室 その2（2021年11月24日）
17. RAG FAIRの音楽室 その3
18. RAG FAIRの音楽室 その3
19. RAG FAIR & INSPi 20周年感謝LIVE 〜Love is here〜

### 参加CD
- 「青空 -Liga Oriente Remix-」
  - Liga Oriente「Remistura / Remixed and Compiled by Liga Oriente」（2006年6月13日）12曲目
- イッショウケンメイ。 / ネプチューン
- inspiritual voices / INSPi
- X'mas Party! / RAGFAIR・INSPi・チン☆パラ
- 山口百恵トリビュート Thank You For…part2
- Golden Circle of Friends コンピレーション・アルバム『Golden Circle』
- 歌鬼3 〜阿久悠ｘ青春のハーモニー〜
- ハモネプ　チャンピオンズCD

## 出演

### テレビ番組
- 「力の限りゴーゴゴー」（フジテレビ系列）2002年9月11日終了
- 「ラグ&ピース」（フジテレビ系列）「おまたせ!ラグ定食」から続くバラエティ。2004年9月28日終了。
- 日本テレビ系「ミンナのテレビ」レギュラー。2005年9月28日終了。
- 歌笑HOTヒット10→ウタワラ（日本テレビ系列、2007年1月28日終了）不定期で出演。2005年10月30日放送分に出演した際、V6の『Orange』を歌う。おっくんがKAT-TUNの中丸雄一（ヒューマンビートボックス）、田中聖（ラップ）とセッション。
- 「ドイツ語会話」（NHK教育テレビ）（2006年4月5日 - 9月27日）（土屋）
- 「タモリ倶楽部」不定期出演　(土屋・引地)
- 「ひるおび!・えなりかずき!そらナビ」（CBC制作・TBS系列）（奥村）
- NHKBS「どれみふぁワンダーランド」レギュラー出演（2009年4月25日 - 2011年3月25日）
- 「トーキョー魂!」→「F.C. TOKYO魂!」（TOKYO MX）（2011年3月4日 - 2017年12月22日、司会進行役として出演）（土屋）
- 「直撃LIVE グッディ!」（フジテレビ系列）（2018年10月5日 - 2020年9月25日、金曜パネラーとして出演）（土屋）
- 「レジェンドの目撃者」（NHK BS1）（2019年12月28日 - 、司会進行役として出演）（土屋）

### NHK紅白歌合戦出場歴
| 年度/放送回               | 回 | 曲目           | 出演順 | 対戦相手 |
| ------------------------- | -- | -------------- | ------ | -------- |
| 2002年（平成14年）/第53回 | 初 | 恋のマイレージ | 02/27  | BoA      |

※出演順は「出演順/出場者数」で表す。

### ラジオ番組
- 土屋礼央のallnightnippon-r（ニッポン放送・毎週火曜 27:00 - 28:30）（土屋）（2002年4月2日 - 2002年9月24日）
- 土屋礼央の@llnightnippon.com（ニッポン放送・毎週火曜 25:00 - 27:00）（土屋）（2002年10月1日 - 2003年3月25日）
- 土屋礼央のオールナイトニッポン（ニッポン放送・毎週火曜 25:00 - 27:00）（土屋）（2003年4月1日 - 2005年6月28日）
- 土屋礼央の礼央公論（2006年08月、うたキャス:携帯電話向けラジオ番組）2009年1月26日配信分をもって終了。
- RAG FAIRよーすけのブランニューＲ（東海ラジオ・毎週日曜 20:30 - 20:50）（引地）（2010年4月終了）
- Reo Culture （Nack5・毎週日曜 8:10 - 8:30）（土屋）（2008年4月6日 - 2011年3月27日）
- 土屋礼央のオールナイトニッポンモバイル（モバイル配信）（土屋）
- CIRCUS CIRCUS（J-WAVE・毎週金曜 16:30 - 20:00）（土屋）（2010年10月1日 - 2012年9月28日、レポーターとして出演）
- キラメキ ミュージック スター「キラスタ」（NACK5・毎週月曜・火曜 18:00 - 20:00）（土屋）（2014年4月1日 - 2016年9月27日）
- 土屋礼央 レオなるど（ニッポン放送・毎週月曜 - 木曜 13:00 - 16:00）（土屋）（2016年3月28日 - 2019年3月28日）
- カメレオンパーティー（NACK5・毎週日曜 12:55 - 17:55 or 16:00 - 21:00）（土屋）（2016年10月2日 - ）
- こでらんに5（NHK福島放送局・毎週火曜17:00 - 18:00）（引地）（2018年4月10日 - 2021年3月9日）
- 土屋礼央 SOUND RING（ニッポン放送・毎週月曜 19:30 - 20:00（初回から9月まで）、毎週水曜 20:20 - 20:50（10月から最終回まで））（土屋）（2019年4月1日 - 2020年3月18日）
- 赤江珠緒 たまむすび （TBSラジオ・毎週木曜 13:00 - 15:30）（土屋）（2019年8月8日 - 、木曜パートナーとして出演）
- 鉄旅・音旅 出発進行！〜音で楽しむ鉄道旅〜（NHKラジオ第1・毎週土曜 16:05 - 16:55（初回から2020年3月7日まで）、毎週月曜 20:05 - 20:55（2020年3月30日から2021年3月15日まで）、毎週金曜 20:05 - 20:55（2021年4月5日から）（土屋）（2019年10月5日 - ）
- こでらんに5next （NHK福島放送局・毎週木曜16:05 - 18:00）（引地）（2021年4月1日 - ）

### CM
- 横浜市 STAY IN YOKOHAMA(出演：2002年11月21日 -）[73]
- 任天堂　ウィンターキャンペーン（イメージソング担当：2003年12月 - ）
- Aviva（出演&イメージソング担当：2004年1月 - ）
- マクドナルド　フィッシュマックディッパー（出演&イメージソング担当：2004年3月 - ）
- アコム（イメージソング担当：2005年5月 - ）
- 馬渕教室（出演(奥村のみ)&イメージソング担当：2006年10月 - ）
- ファミリーマート　フライドチキン（キチンとチキン）（イメージソング担当：2009年11月 - ）

### ミュージカル
- OUT OF ORDER～笑うな！～（2004年8月24日 - 29日 東京 青山劇場）
- OUT OF ORDER～偉人伝心～(2007年3月21日 - 26日 東京青山劇場／3月31日 - 4月1日 大阪 厚生年金会館 芸術ホール）
- ザ・ヒットパレード〜ショウと私を愛した夫〜（2007年7月10日 - 31日　ル テアトル銀座）懐かしの渡辺プロメドレーを熱唱。
- ザ・ヒットパレード〜ショウと私を愛した夫〜 再演（2009年3月5日〜25日　東京：ル テアトル銀座／2009年4月1日 - 5日　大阪：シアターBRAVA!）